# Centro de Ciencias Humanas y Sociales
El Centro de Ciencias Humanas y Sociales (CCHS)  es una de las secciones del Consejo Superior de Investigaciones Científicas (CSIC) de España, y engloba a varios institutos dedicados a la investigación científica en diversas ramas de las Ciencias Humanas y de las Ciencias Sociales.
Fue creado en octubre de 2007 por acuerdo de la Junta de Gobierno del CSIC. Su sede central está en la Calle Albasanz, 26-28 de Madrid. 

## Estructura
Los institutos que componen el CCHS, con sus correspondientes acrónimos son:
- Instituto de Historia (IH).
- Instituto de Lenguas y Culturas del Mediterráneo y Oriente Próximo (ILC). Sustituye al Instituto de Filología.
- Instituto de Lengua, Literatura y Antropología (ILLA). Sustituye al Instituto de la Lengua Española.
- Instituto de Filosofía (IFS).
- Instituto de Economía, Geografía y Demografía (IEGD). Sustituye al Instituto de Economía y Geografía.
- Instituto de Políticas y Bienes Públicos (IPP). Sustituye a la Unidad de Políticas Comparadas.

El Instituto de Estudios Documentales sobre Ciencia y Tecnología (IEDCYT), que sustituía al CINDOC, fue suprimido por el Consejo Rector del CSIC mediante Resolución de 26 de junio de 2013.
Asimismo unifica todas las bibliotecas del CSIC existentes en Madrid, especializadas en Ciencias Humanas y Sociales, bajo el nombre de Biblioteca Tomás Navarro Tomás. 
Otras dos unidades científico-técnicas transversales de apoyo a la investigación desde la innovación y la interdisciplinaridad son la Unidad de Análisis Estadístico (UAE) y la Unidad de Sistemas de Información Geográfica (uSIG).
La unidad que elabora las bases de datos documentales del CSIC dependen directamente de la dirección del CCHS.
Cuenta con otros laboratorios especializados como los de Cibermetría, Espectroradiometría, Fonética, etc.